# Robert Ménard

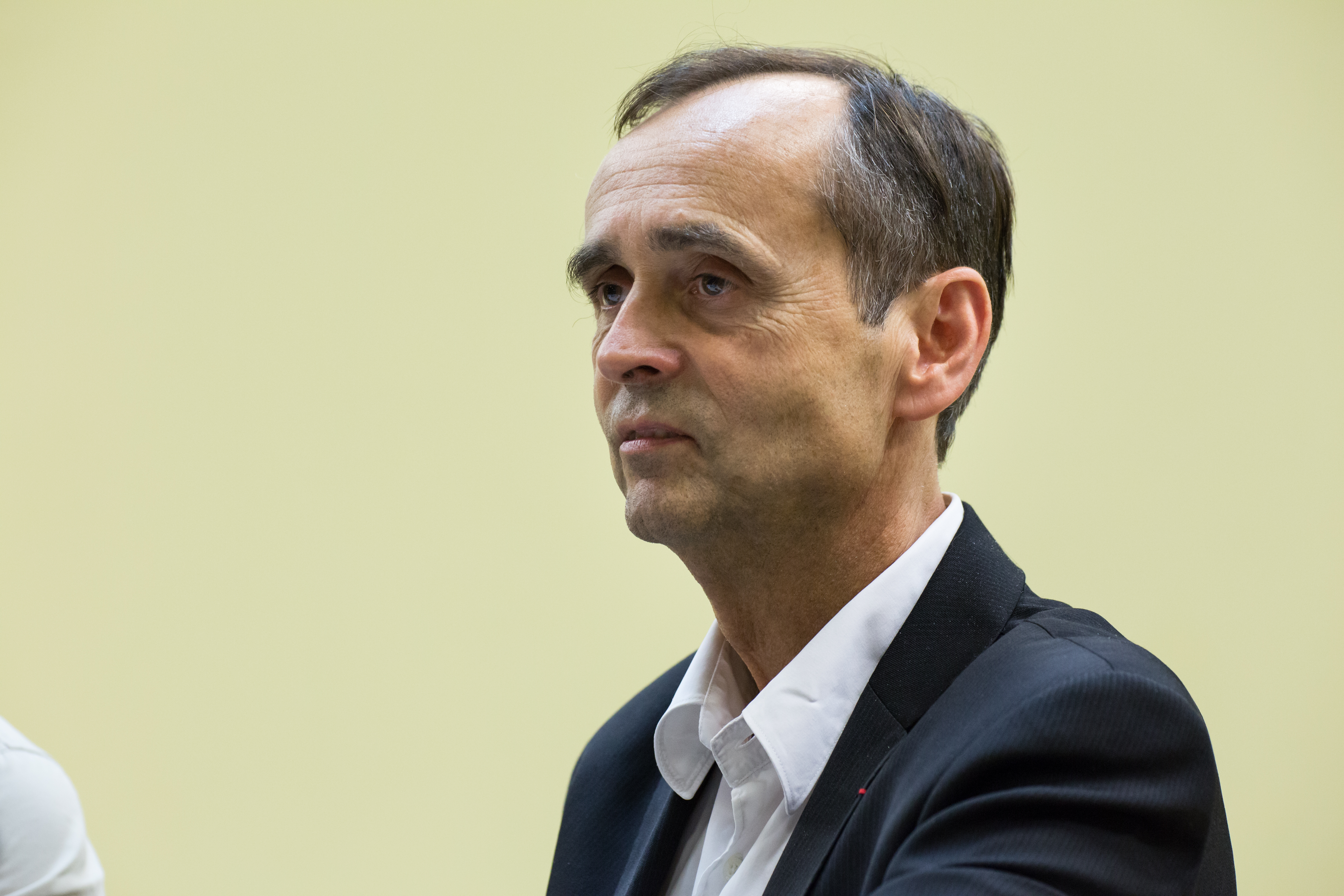
Robert Ménard in 2015 in Toulouse

Robert Ménard (Oran, Algerije, 6 juli 1953) is een bekende Franse journalist. Hij was in 1985 oprichter van de organisatie Verslaggevers zonder Grenzen en gaf daar tot in 2008 leiding aan. Sinds 4 april 2014 is hij burgemeester van Béziers.
In 2005 kreeg zijn organisatie van het Europees Parlement de Sacharovprijs.